# Манчинели (Мачерата)
Манчинели (итал. Mancinelli) насеље је у Италији у округу Мачерата, региону Марке.
Према процени из 2011. у насељу је живело 14 становника. Насеље се налази на надморској висини од 240 м.